# Primærrute 11
Die Primærrute 11, auch einfach nur Rute 11 genannt, ist eine Hauptstraße in Dänemark, die im Westen Dänemarks verläuft. Sie führt von der deutschen Grenze nahe der Stadt Tønder (dt. Tondern) bis nach Nørresundby.

## Wichtige Ortschaften entlang der Strecke
- Struer
- Holstebro
- Skjern
- Varde
- Ribe
- Tønder